# Frans Hendricksz. Oetgensbrug
De Frans Hendricksz. Oetgensbrug (brug 76) is een vaste brug in Amsterdam-Centrum.
Ze is gelegen in de westelijke kade van de Amstel en overspant de Prinsengracht. De brug is de laatste brug van de Prinsengracht voordat zij diezelfde Amstel instroomt. De brug ligt tevens op de zuidoostelijke grens van de Amsterdamse grachtengordel. De brug is per 1995 een gemeentelijk monument. Ten noorden van de brug staat een aantal gemeentelijke en rijksmonumenten, ten zuiden van brug niet. De hoek bestaat uit (relatieve) nieuwbouw.
Er ligt hier al eeuwen een brug. Zowel Daniël Stalpaert als Frederik de Wit tekende hier een brug op hun plattegronden van respectievelijk 1662 en 1688. De huidige brug zou dateren uit 1773, aldus vermeld in een van de twee hevig verweerde datumstenen (Anno 1773) aan de zijde van de Amstel. De brug had in de 20e eeuw regelmatig onderhoud nodig in verband met het toenemend verkeer, dat ook nog eens zwaardere voertuigen kreeg. De sporen van dat onderhoud zijn hier en daar terug vinden in het uiterlijk van de brug. Aan de Amstelzijde is het goed zichtbaar dat de reparaties niet aansloten bij het bestaande metselwerk. Zo moest de brug in 1935 voor alle verkeer afgesloten worden, want het onder- en bovendek waren versleten. In 1972 kreeg de brug een inwendige opknapbeurt, de overspanning werd van gewapend beton gemaakt. Vier jaar later moest ook de fundering vernieuwd worden, hetgeen bijna een jaar in beslag nam. De stenen welfbrug heeft al eeuwen drie doorvaarten. 
De brug is vernoemd naar Frans Hendricksz. Oetgens. Deze burgemeester van Amsterdam was tezamen met Hendrik Staets, Lucas Jansz Sinck en Hendrick de Keyser verantwoordelijk voor de voorbereiding en uitvoering van de derde Uitleg van de grachtengordel. Brug 38 had in Oetgenssluis ook een verwijzing naar Oetgens, maar die officieuze vernoeming is per april 2016 vervallen. Brug 76 diende als voorbeeld voor de vervanging van de Jan Vinckebrug aan de overzijde van de Amstel, die de Nieuwe Prinsengracht overspant.

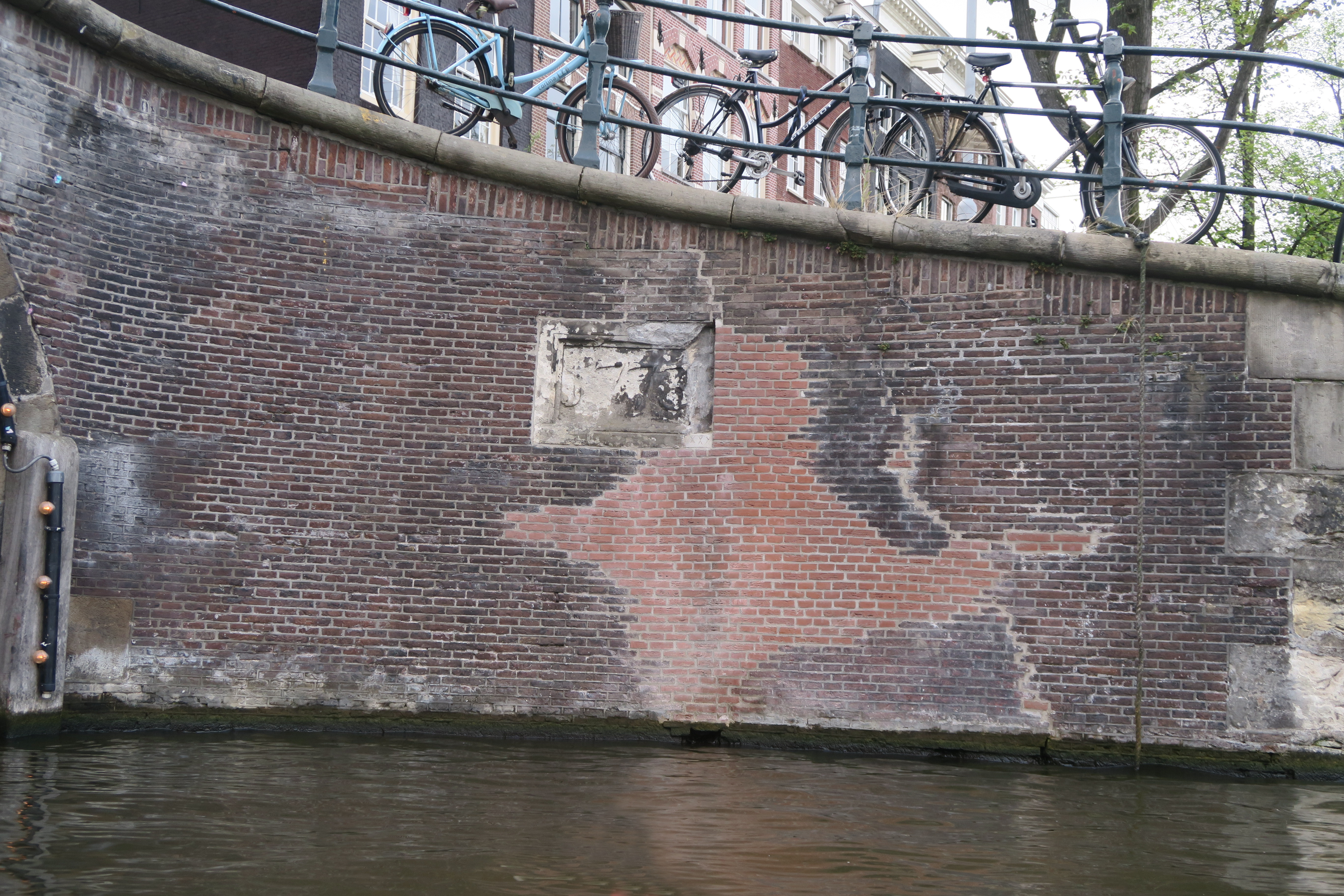
Een van de verweerde datumstenen met hersteld metselwerk (augustus 2017)

Lekkeresluis ·
Prinsensluis ·
Leliesluis ·
Nieuwe-Wercksbrug ·
Reesluis ·
Berensluis ·
Brug 66 ·
Angenietje Swartbrug ·
Aalmoezeniersbrug ·
Brug 69 ·
Walenweeshuissluis ·
De Duifbrug ·
Brug 75 ·
Frans Hendricksz. Oetgensbrug
1 · 2 · 3 · 4 · 5 · 6 · 7 · 8 · 9 · 10 · 11 · 12 · 13 · 14 · 15 · 16 · 17 · 18 · 19 · 20 · 21 · 22 · 23 · 24 · 25 · 26 · 27 · 28 · 29 · 30 · 31 · 32 · 34 · 35 · 36 · 37 · 38 · 39 · 40 · 41 · 42 · 43 · 44 · 45 · 46 · 47 · 48 · 49 · 50 · 51 · 52 · 53 · 54 · 55 · 56 · 57 · 58 · 59 · 60 · 61 · 62 · 63 · 64 · 65 · 66 · 67 · 68 · 69 · 70 · 71 · 72 · 73 · 74 · 75 · 76 · 77 · 78 · 79 · 80 · 81 · 82 · 84 · 85 · 86 · 87 · 88 · 89 · 90 · 91 · 92 · 93 · 94 · 95 · 96 · 97 · 98 · 99 · >>>
Brugnummers 33 en 83 zijn niet (meer) vergeven